# انتخابات الرئاسة الأمريكية 1924
الانتخابات الرئاسية الأمريكية 1924 هي الانتخابات الرئاسية الأمريكية التي جرت في 4 نوفمبر 1924، لانتخاب رئيس الولايات المتحدة، فاز بالانتخابات كالفين كوليدج.

## معرض صور

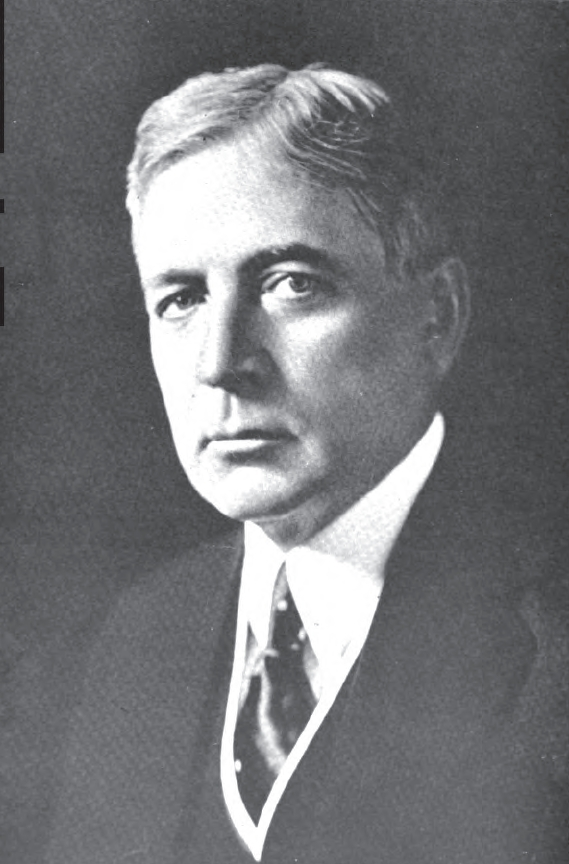
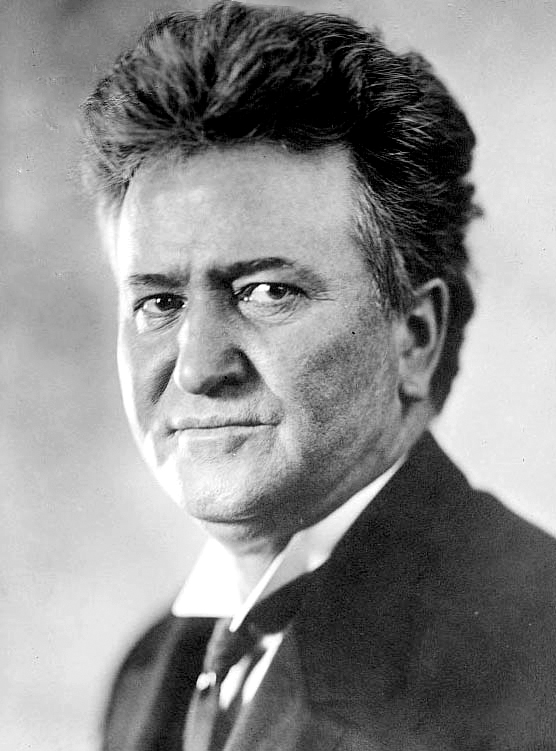
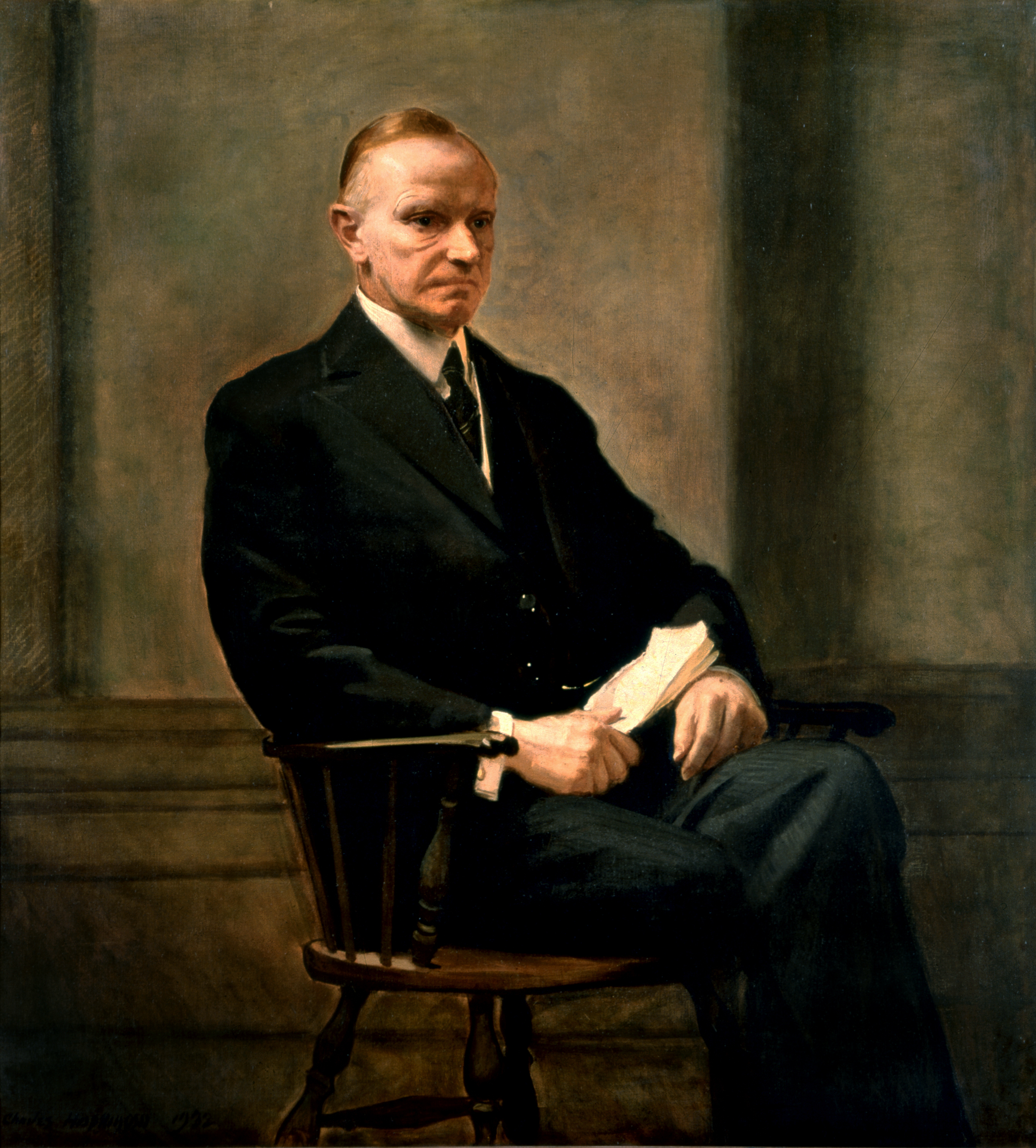

## المرشحين
| المرشح        | الحزب | عدد الأصوات |
| ------------- | ----- | ----------- |
| كالفين كوليدج |       |             |